# Witzerath
Witzerath in der Eifel ist ein Ortsteil der Gemeinde Simmerath in der nordrhein-westfälischen Städteregion Aachen. Er hat 67 Haushalte mit 193 Einwohnern (Stand 2011).

## Geographische Lage
Witzerath liegt in der Nordeifel im deutsch-belgischen Naturpark Hohes Venn-Eifel; der Nationalpark Eifel breitet sich rund 5,5 km (Luftlinie) östlich aus. Durch das im Monschauer Heckenland befindliche Dorf verlaufen die Landesstraßen 246 (Simmerath–Witzerath–Strauch) im Osten und 12 (Simmerath–Witzerath–Lammersdorf) im Westen; von letzterer zweigt die Kreisstraße 32 (Witzerath–Rollesbroich) ab. Südwestlich vorbei fließt der kleine Kall-Zufluss Fischbach.

## Geschichte
Wie bei vielen Ortsnamen deutet auch bei Witzerath die Endsilbe rath auf eine Rodung als Ursprung des Ortes hin. Witzerath wurde erstmals 1369 als Witzenrot erwähnt. Auch fand Witzerath 1560 im Rahmen der 1346 geschaffenen Pfarrei Simmerath Erwähnung.

## Baudenkmäler
In Witzerath stehen fünf Gebäude sowie zwei Holzkreuze unter Denkmalschutz. Von den denkmalgeschützten Gebäuden sind vier als Winkelhofanlagen ausgewiesen.

## Verkehr
Die AVV-Buslinien 68, 88, SB63 und SB88 der ASEAG verbindet Witzerath mit Simmerath, Roetgen, Aachen, Nideggen, Strauch, Rurberg und Einruhr. (Haltestelle Witzerkuhl)
Die Linie 68 verbindet Witzerath zusätzlich mit Rollesbroich. In den Nächten vor Samstagen sowie Sonn- und Feiertagen sorgt eine Nachtbuslinie  für Verbindungen aus und Richtung Aachen. (Haltestelle Witzerath)
An Schultagen verkehren zusätzlich einige Fahrten der Linie 86 über Witzerath.
| Linie | Betreiber | Verlauf |
| ----- | --------- | --- |
| 68    | ASEAG     | (Lammersdorf – Witzerath – Rollesbroich –) Simmerath – (Kesternich –) Strauch – Steckenborn – Woffelsbach – Rurberg (– Einruhr) |
| 86    | Rurtalbus | Vossenack – Raffelsbrand – Lammersdorf – Paustenbach – Bickerath – Simmerath Bushof |
| 88    | ASEAG     | Schmidt – Steckenborn – Strauch – Kesternich – Simmerath Eifelklinik – Simmerath Bushof |
| SB63  | ASEAG     | Schnellbus: Aachen Bushof – Elisenbrunnen – Misereor – Aachen Hbf – Marienhospital – Burtscheid – Oberforstbach Gewerbegebiet (– Rott) – Roetgen – Lammersdorf – (Paustenbach – Bickerath) / (Rollesbroich – Strauch Am Roßbach) – Simmerath |
| SB88  | ASEAG     | Schnellbus: Nideggen – Brück – Schmidt – Strauch – (Kesternich –) Simmerath |
| N60   | ASEAG     | Während der Sperrung der B258 kann der Nachtexpress in Konzen nur die Haltestellen Konzen Bf. und Breitestr. bedienen. Aus Zeitgründen kann Imgenbroich nicht bedienen. Nachtexpress: nur in den Nächten vor Samstagen sowie Sonn- und Feiertagen Aachen Hauptbahnhof → Elisenbrunnen → Aachen Bushof → Kaiserplatz → Josefskirche → Bf Rothe Erde → Forst → Brand → Kornelimünster → Walheim → Hahn → Rott → Roetgen → Lammersdorf → Rollesbroich → Witzerath → Simmerath → Strauch Am Roßbach → Kesternich → Am Gericht → Konzen Breitestr. → Konzen Bf. → Roetgen → Friesenrath → Walheim |